# 경로 분석
경로분석은 통계학에서 변수들 사이에 인과관계에 대해 알아볼 수 있는 분석 방법을 뜻한다. 
통계학에서 주로 직접효과와 간접효과, 총효과를 얻을 때 사용하는 방법이며, 상관관계 분석이나 정준상관분석과 함께 많이 사용된다.
특히, 하나의 독립변수, 하나의 종속변수일 경우 상관관계 분석과 유사한 형태를 가지며, 다수의 독립변수, 다수의 종속변수라는 개념 내에서 설명될 때는 정준상관분석과 유사한 결과를 도출한다.
다만, 구조방정식모델과 다른 특징은 관측변수들이 구성하는 잠재변수가 없다는 점이다.

## 같이 보기
- 베이즈 네트워크
- 인과관계
- 은닉 마르코프 모형